# ヘルメシアナクス
ヘルメシアナクス（古希: Ἑρμησιάναξ, Hermēsianax）は、古代ギリシアのヘレニズム時代の詩人である。長音によりヘルメーシアナクス、ヘルメーシアナックスとも表記される。紀元前4世紀頃の人物で、イオニア地方の都市コロポンの出身。コスのピリタスの弟子とされ、エレゲイア詩で活躍した。
代表作『レオンティオン』（Leontion）は神話時代以来の悲恋の物語を3巻のエレゲイア詩集としてまとめた作品である。題名は恋人のレオンティオンから取られている。これは同じくコロポン出身の詩人アンティマコスが自身の恋人の名前を取ってエレゲイア詩集の題名としたのを真似たものである。また『ペルシカ』と題した作品があったことも知られている。
ヘルメシアナクスの詩は悲恋や縁起譚を主題とし、ヘレニズム時代の詩の特徴を示している。彼の詩は人気を博し、アウグストゥスの時代でも高く評価されていた。しかし現在ではヘルメシアナクスの作品は散逸してしまい、わずかな断片が残されているのみである。その中でも特に有名な断片は2世紀頃の著述家アテナイオスが残したものであり、著書『食卓の賢人たち』の中で『レオンティオン』の100行近い詩片を引用している。そこではヘルメシアナクス以前の詩人や哲学者たちの様々な恋が歌われている。イギリスの画家ローレンス・アルマ＝タデマの絵画『サッフォーとアルカイオス』（Sappho and Alcaeus）は、同箇所で歌われているアルカイオスのサッフォーへの悲恋にインスピレーションを得ている。パウサニアスはヘルメシアナクスが説得の女神ペイトーをカリスの1人と見なし、小アジアのアッティス神話や、あるいはデクサメノス王の娘に恋するケンタウロスのエウリュティオンについて歌ったと述べている。神話作家アントニヌス・リベラリスは『レインティオン』第2巻に基づく変身譚を『変身物語集』に収録している。

## ギャラリー

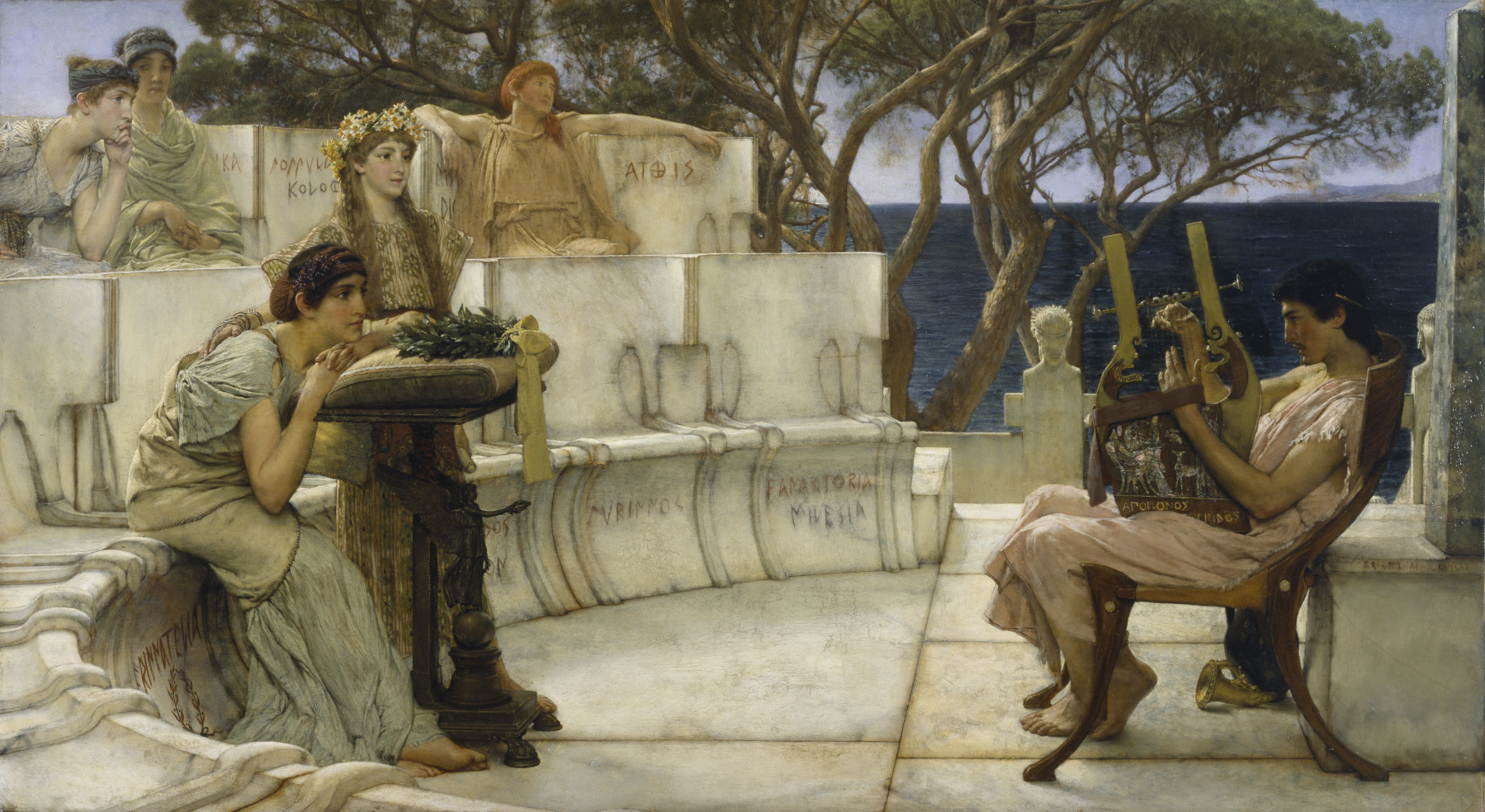
ローレンス・アルマ＝タデマ『サッフォーとアルカイオス』1881年 ウォルターズ美術館所蔵